# Memorando de August Frank

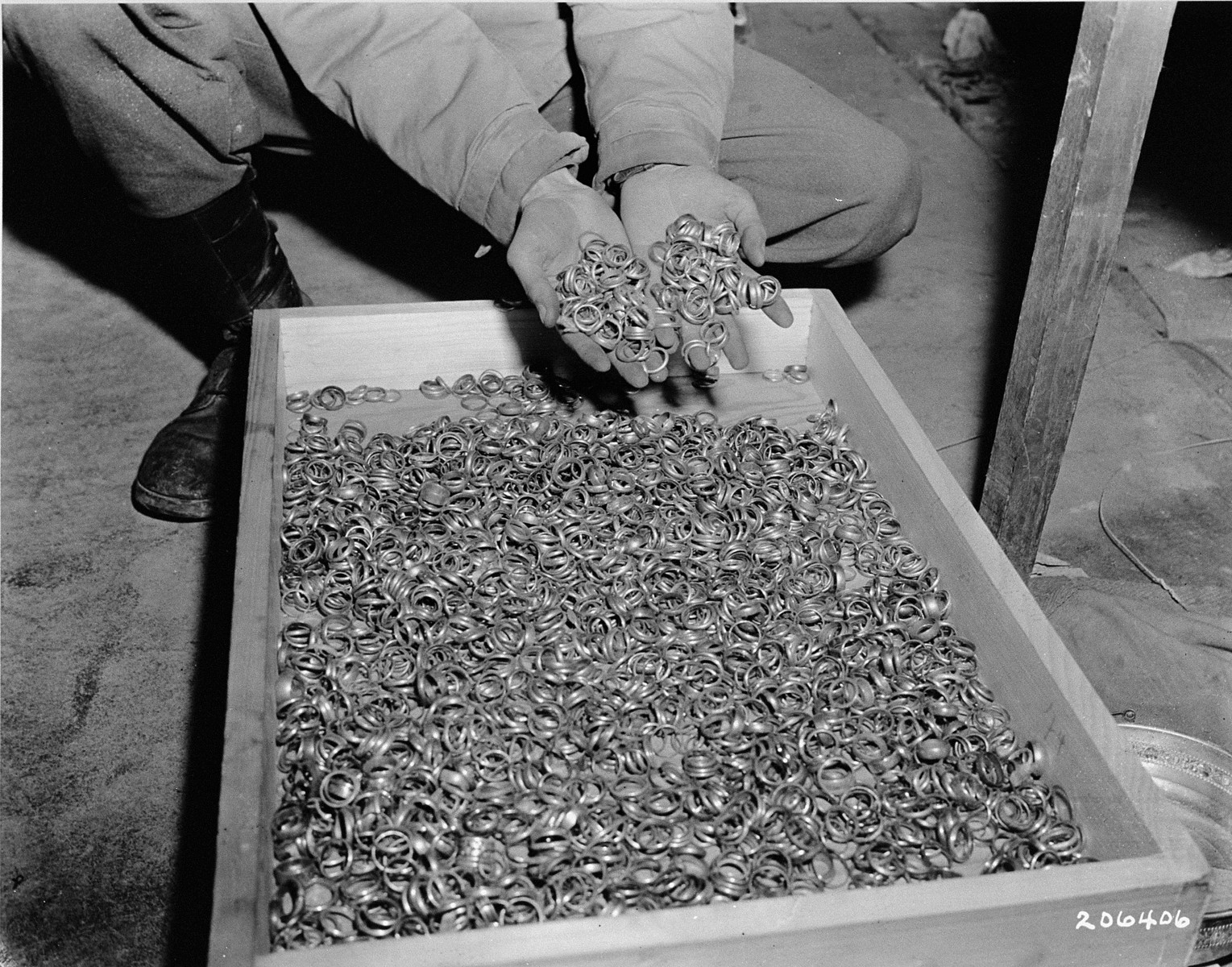
O Reichsbank costumava bancar os anéis de ouro das vítimas de Buchenwald para as SS, 5 de maio de 1945

O memorando de August Frank de 26 de setembro de 1942 foi uma diretriz do tenente-general da SS (Obergruppenführer) August Frank do departamento de administração do campo de concentração da SS (SS-WVHA). O memorando fornece uma medida do planejamento detalhado que Frank e outros nazistas colocaram na execução do Holocausto. Inclui instruções sobre a disposição de coleções de selos postais e roupas íntimas dos judeus assassinados. É claro que os nazistas tinham a intenção de remover tudo de valor de suas vítimas.
O memorando contém uma instrução de que as estrelas amarelas que os nazistas forçaram os judeus a usar em suas roupas deveriam ser removidas antes que as roupas fossem redistribuídas aos alemães étnicos que os nazistas estavam reassentando na Polônia ocupada. Este memorando, quando veio à tona após a guerra, desempenhou um papel fundamental na refutação das alegações de Frank de que ele não tinha conhecimento de que judeus estavam sendo assassinados em massa nos campos de extermínio da Operação Reinhard.

## Texto do memorando
O memorando ultrassecreto, impresso em várias cópias, foi enviado ao Chefe da Administração de Guarnição da SS Lublin, e ao Chefe da Administração do Campo de Concentração de Auschwitz, entre outros. Tradução para o inglês, fornecida pelo Tribunal Militar de Nuremberg durante os Julgamentos de Criminosos de Guerra:
Sem ter em conta os regulamentos gerais que deverão ser emitidos durante o mês de Outubro, relativos à utilização de bens móveis e imóveis dos judeus evacuados, deve ser seguido o seguinte procedimento relativamente aos bens por eles transportados: bens, que no futuro serão denominados bens provenientes de roubos, receptação de mercadorias roubadas e mercadorias acumuladas:
1º. O dinheiro em dinheiro em notas do Reichsbank tem de ser depositado na conta: Escritório Central Económico e Administrativo 158/1488 com o Banco do Reich em Berlim-Schoeneberg.
b. Divisas (cunhadas ou não cunhadas), metais raros, joias, pedras preciosas e semipreciosas, pérolas, ouro de dentes e sucata de ouro devem ser entregues na Sede Econômica e Administrativa da SS. Este último é responsável pela entrega imediata ao Reichsbank.
c. Relógios e relógios de qualquer espécie, despertadores, canetas-tinteiro, lapiseiras, lâminas de barbear manuais e elétricas, canivetes, tesouras, lanternas, carteiras e bolsas devem ser reparados pela Sede Econômica e Administrativa em oficinas especiais, limpos e avaliados; e têm que ser entregues rapidamente às tropas da linha de frente. A entrega às tropas é feita em dinheiro por meio das trocas de correios. Devem ser fixadas três quartas classes de preço e é preciso garantir que cada oficial e homem não possa comprar mais do que um relógio. Estão isentos de venda os relógios de ouro, cuja utilização cabe a mim. Os lucros vão para o Reich.
d. As roupas íntimas masculinas e as roupas masculinas, incluindo calçados, devem ser separadas e valorizadas. Depois de cobrir as necessidades dos prisioneiros dos campos de concentração e em exceções para as tropas, eles serão entregues ao Volksdeutsche Mittelstelle. Os lucros vão para o Reich em todos os casos.
e. Vestuário feminino e roupa interior feminina, incluindo calçado; vestuário infantil e roupa interior para crianças, incluindo calçado; têm de ser entregues ao Volksdeutsche Mittelstelle mediante pagamento. As roupas íntimas de seda pura devem ser entregues ao Ministério da Economia do Reich de acordo com as ordens do Escritório Central Econômico e Administrativo da SS. Esta ordem refere-se também às roupas íntimas, sob letra. 
f. Camas de penas, colchas, mantas de lã, panos para ternos, xales, guarda-chuvas, bengalas, garrafas térmicas, abas auriculares, carrinhos de bebê, pentes, bolsas, cintos de couro, cestas de compras, cachimbos de tabaco, óculos de sol, espelhos, facas de mesa, garfos e colheres, mochilas e malas feitas de couro ou material artificial devem ser entregues ao Volksdeutsche Mittelstelle. A questão do pagamento será decidida posteriormente.
As necessidades em colchas, cobertores de lã, garrafas térmicas, abas auriculares, pentes, facas de mesa, garfos e colheres e mochilas podem ser fornecidas a partir de Lublin e Auschwitz a partir desses estoques contra pagamento de fundos orçamentários.
g. Roupa de cama, como lençóis, roupa de cama, travesseiros, toalhas, panos de limpeza e toalhas de mesa devem ser entregues ao Volksdeutsche Mittelstelle mediante pagamento. Lençóis, roupas de cama, toalhas, panos de limpeza e toalhas de mesa podem ser fornecidos para as necessidades das tropas desses estoques contra o pagamento de fundos orçamentários.
h. Óculos e óculos de qualquer tipo devem ser entregues ao consultório médico para utilização. (Óculos com armações douradas devem ser entregues sem vidros junto com os metais raros). Não é necessário um acerto de contas para os óculos e óculos, tendo em vista seu baixo valor e seu uso limitado.
i. Peles valiosas de todos os tipos, em bruto e curadas, devem ser entregues à SS-WVHA.
j. As peles comuns (peles de cordeiro, lebre e coelho) devem ser comunicadas à SS-WVHA, Amt B II, e devem ser entregues à fábrica de vestuário da Waffen-SS, Ravensbrück, perto de Fürstenberg (Mecklemburgo).
k. Todos os itens mencionados nas letras d, e e f, que tenham apenas um quinto ou dois quintos do valor total, ou sejam totalmente inúteis, serão entregues via SS-WVHA ao Ministério da Economia do Reich para utilização.
Para a decisão sobre itens que não são mencionados nas letras b-i, o pedido de decisão quanto à sua utilização deve ser feito ao chefe da WVHA.
2. O SS-WVHA estabelecerá todos os preços sob observação dos preços legalmente controlados. Essa estimativa, no entanto, pode ser feita posteriormente. Avaliações mesquinhas que só perdem tempo e pessoal podem ser eliminadas. Os preços médios para itens individuais devem ser estabelecidos em geral. Por exemplo, um par de calças masculinas usadas 3,00 RM, um cobertor de lã 6,00 RM, etc. Para a entrega de itens inúteis ao Ministério da Economia, será necessário estabelecer preços médios do quilo.

Tem que ser rigorosamente observado, que a estrela judaica é removida de todas as vestes e vestes exteriores que devem ser entregues. Além disso, os itens que serão entregues devem ser pesquisados em busca de valores ocultos e costurados, isso deve ser realizado com o maior cuidado possível.
SS-Brigadeführer e General de Brigada da Waffen SS FRANK